# 1936년 하계 올림픽 글라이딩
올림픽 글라이딩(Gliding)은 올림픽에서 글라이딩으로 경기를 겨루는 올림픽 경기 종목이다. 1936년 하계 올림픽에 시범 종목으로 채택되었다.

## 같이 보기
- 활공